# 핫스프링스군

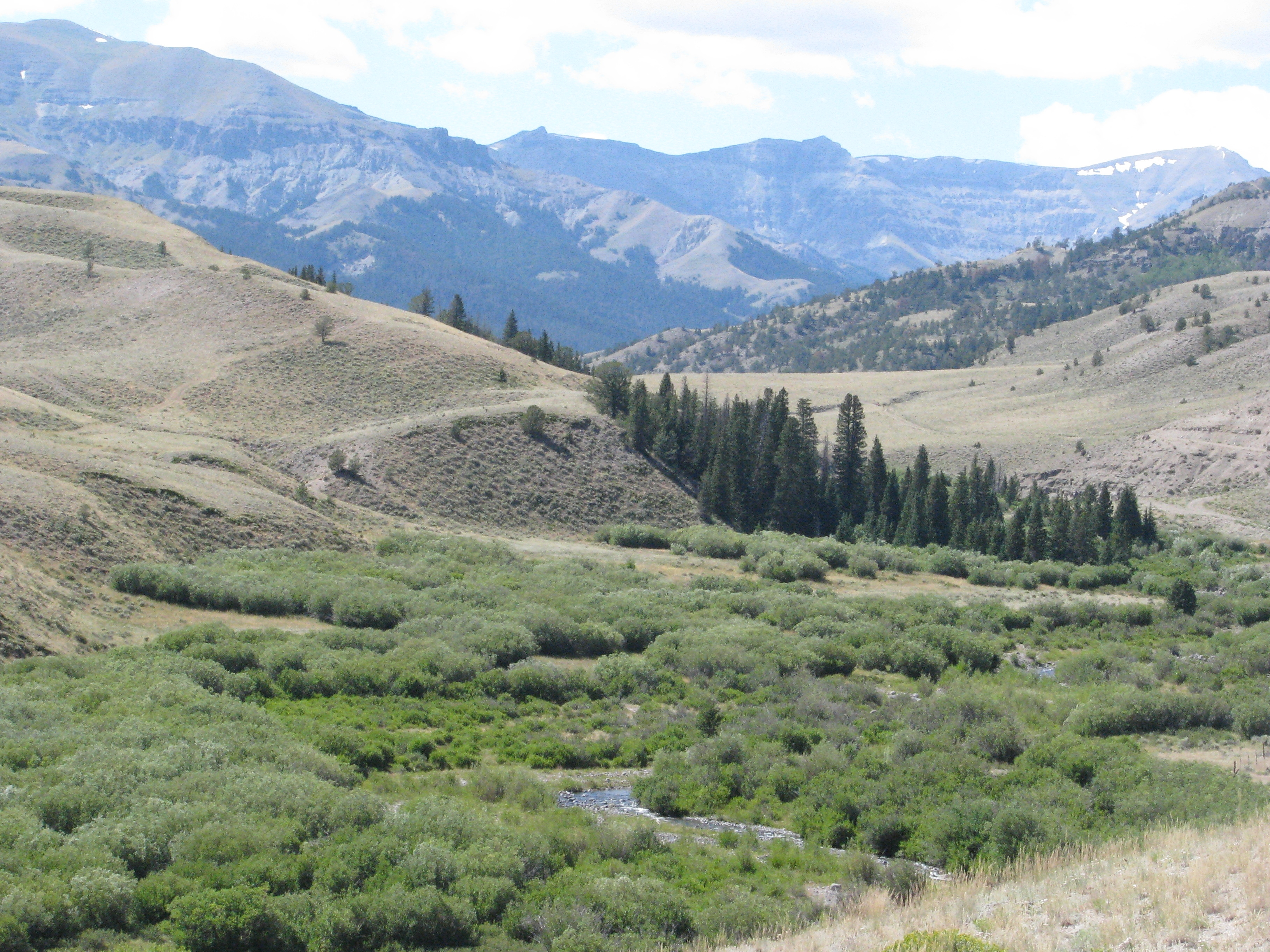

핫 스프링스군 또는 핫 스프링스 카운티(Hot Springs County)는 미국 와이오밍주에 위치한 군이다. 2010년 기준으로 이 지역의 인구 수는 총 4,812명이다. 2019년 추산으로 이 지역의 총 인구 수는 4,413명이다.

## 인구
| 인구조사                                | 인구  | Note  | %±     |
| --------------------------------------- | ----- | ----- | ------ |
| 1920년                                  | 5,164 |       | —      |
| 1930년                                  | 5,476 |       | 6.0%   |
| 1940년                                  | 4,607 |       | −15.9% |
| 1950년                                  | 5,250 |       | 14.0%  |
| 1960년                                  | 6,365 |       | 21.2%  |
| 1970년                                  | 4,952 |       | −22.2% |
| 1980년                                  | 5,710 |       | 15.3%  |
| 1990년                                  | 4,809 |       | −15.8% |
| 2000년                                  | 4,882 |       | 1.5%   |
| 2010년                                  | 4,812 |       | −1.4%  |
| 2019 (추산)                             | 4,413 | [ 1 ] | −8.3%  |
| US Decennial Census 1870–2000 2010–2016 |       |       |        |

## 같이 보기
- 와이오밍주